# Tassemit
Le Tassemit est une montagne du Maroc, d'une altitude de 2 247 m, située à 8 km de Beni Mellal (province de Béni Mellal, région de Tadla-Azilal), dans le Haut Atlas. 
La montagne est enneigée dès novembre.